# Морски кончета
 Тази статия е за рибите.  За насекомите вижте Водни кончета.  
Морските кончета са род риби от семейство иглови (Syngnathidae). Тялото им е с дължина от 4 до 20 cm, напомня на шахматната фигура кон. Обхваща около 30 вида, разпространени по крайбрежията на моретата и океаните с умерен, тропичен и субтропичен климат. Морското конче плува с помощта на гръбна перка.

## Местообитание
Морските кончета се намират предимно в плитките тропически и умерени солени води по целия свят, от около 45° ю.ш. до 45° с.ш. Те живеят в защитени зони като лехи от морска трева, естуари, коралови рифове и мангрови гори. Четири вида се срещат във водите на Тихия океан от Северна до Южна Америка. В Атлантическия океан H. erectus варира от Нова Скотия до Уругвай. H. zosterae се среща на Бахамите.
Колонии са намерени и в европейски води, например в естуара на река Темза.
Три вида живеят в Средиземно море: H. guttulatus, H. hippocampus и H. fuscus. Тези видове образуват територии; мъжките стоят в рамките на 1 m2 от местообитанието, докато женските варират около сто пъти от това.

## Физически характеристики
Морските кончета са с размери от 1,5 до 35,5 cm. Наречени са по този начин заради външния си вид – огъната шия и удължена глава, последвани от отличителните им тяло и опашка. Въпреки че са костни риби, те нямат люспи, а по-скоро тънка кожа, опъната върху серия костни плочи, които са подредени в пръстени по цялото тяло. Всеки вид има различен брой пръстени. Арматурата от костни плочи ги предпазва от хищници и поради този външен скелет, те нямат ребра. Морските кончета плуват изправени – друга характеристика, която не се споделя от близките им роднини, които плуват хоризонтално. Aeoliscus strigatus са единствените други риби, които плуват вертикално. Те плуват изправени като се движат с гръбната перка. Гръдните перки, разположени от двете страни на главата, се използват за маневриране. Липсват характерните за рибите опашни перки. Тяхната захващаща опашка може да бъде отключена само в най-екстремни условия. Те са умели в камуфлажа с възможност да растат и да реабсорбират бодливи придатъци в зависимост от тяхното местообитание.
Морските кончета плуват сравнително зле, бързо трептят гръбната перка и използват гръдни перки (разположени зад очите), за да управляват. Най-бавно движещата се риба в света е H. zosterae, с максимална скорост от около 1,5 m/h. Тъй като те са лоши плувци, често стоят с опашка, навита около неподвижен предмет. Те имат дълги муцуни, които използват, за да смучат храната, а очите им могат да се движат независимо едно от друго като тези на хамелеона.

## Еволюция и фосилни данни
Анатомични доказателства, подкрепени от молекулярни, физически и генетични доказателства, показват, че морските кончета са силно модифицирани морски игли. Фосилните данни на морски кончета обаче са много оскъдни. Най-известните и най-добре проучени вкаменелости са екземпляри от H. guttulatus, от образуванието в река Марекия в провинция Римини, Италия, датираща от долния плиоцен, около преди 3 милиона години. Най-ранните известни вкаменелости на видове морски игли, H. sarmaticus и H. slovenicus, от копролитен хоризонт на хълмовете Тунице, среден миоценен лагерщет в Словения, датиращ на около 13 милиона години. Молекулярно датиране открива, че морските игли и морски кончета се отделят по време на късния олигоцен. Това довежда до спекулации, че морските кончета се развиват в резултат на големи площи с плитки води, новосъздадени в резултат на тектонски събития.

## Размножаване
Когато настъпи размножителният период – от май до август – морските кончета се събират по двойки. Мъжките и женските изпълняват хармоничен брачен танц, с дълбоки поклони, последвани от бавен валсов кръг. Женската на морското конче снася яйцата в джоб, който се намира върху тялото на мъжкия. Когато се излюпят, мъжкото конче ги ражда от джоба. Новородените морски кончета са копия на възрастните, но са много тромави. Главата и гръбната перка са много по-развити от останалата част на тялото. Веднага щом напуснат люпилното джобче, малките заживяват самостоятелно.

### Моногамия
Въпреки че морските кончета не са с един партньор доживот, много видове образуват връзки, които продължават поне през размножителния период. Някои видове показват по-висока степен на вярност от други. Въпреки това много видове лесно сменят партньорите си, когато възникне такава възможност. H. abdominalis и H. breviceps се размножават в групи, без да показват непрекъснато предпочитание на половинки. Навиците на повечето видове не са изследвани, така че не е известно колко видове са всъщност моногамни или колко дълго продължават тези връзки.
Въпреки че моногамията при рибите не е често срещана, тя изглежда съществува за някои видове.

## Хранителни навици
Морските кончета използват дългите си муцуни, за да ядат храната си с лекота. Въпреки това те са бавни да консумират храната си и имат изключително прости храносмилателни системи, които нямат стомах, следователно трябва да се хранят постоянно, за да останат живи. Морските кончета не са добри плувци и затова трябва да се закотвят за водорасли, корали или каквото и да е неподвижно. Хранят се с малки ракообразни, които плават във водата или пълзят на дъното. Мизиди (вид скарида) и други малки ракообразни са фаворити, но някои морски кончета ядат други видове безгръбначни и дори ларвени риби.

## Заплаха от изчезване
Тъй като липсват данни за размерите на различните популации на морските кончета, както и други въпроси, включително колко морски кончета умират всяка година, колко са родените и броя на използваните за сувенири, няма достатъчно информация за оценка на риска от изчезване, но рискът остава загриженост. Някои видове, като H. paradoxus може вече да са изчезнали. Кораловите рифове и лехите от водорасли се влошават, което намалява жизнеспособните местообитания за морски кончета. Освен това приловът в много области причинява високи кумулативни ефекти върху морските кончета, като приблизително 37 милиона се отстраняват годишно в над 21 държави.

## Употреба в китайската медицина
Смята се, че популациите на морските кончета са застрашени в резултат на прекомерния риболов и унищожаването на местообитанията. Въпреки липсата на научни изследвания или клинични проучвания, консумацията на морски кончета е широко разпространена в традиционната китайска медицина, предимно във връзка с импотентност, хриптене, нощна енуреза, болка, както и индукция на раждане. Всяка година вероятно се улавят до 20 милиона морски кончета за продажба за такива цели. Предпочитани видове включват H. kellogii, H. histrix, H. kuda, H. trimaculatus и H. mohnikei. Морските кончета се консумират и от индонезийците, централните филипинци и много други етнически групи.
Вносът и износът на морски кончета се контролира от CITES от 15 май 2004 г. Индонезия, Япония, Норвегия и Южна Корея обаче избират да се откажат от търговските правила, установени от CITES.
Проблемът може да бъде изострен от растежа на хапчета и капсули като предпочитан метод за поглъщане на морски кончета. Хапчетата са по-евтини и по-достъпни от традиционните, индивидуално пригодени рецепти за цели морски кончета, но съдържанието е по-трудно за проследяване. Морските кончета преди е трябвало да бъдат с определен размер и качество, преди да бъдат приети от практикуващите на традиционна китайска медицина и потребителите. Днес почти една трета от морските кончета, продавани в Китай, са опаковани, което увеличава натиска върху вида.

## Класификация
Род Морските кончета
- Вид Hippocampus abdominalis Lesson, 1827
- Вид Hippocampus alatus Kuiter, 2001
- Вид Hippocampus algiricus Kaup, 1856
- Вид Hippocampus angustus Günther, 1870
- Вид Hippocampus barbouri Jordan & Richardson, 1908
- Вид Hippocampus biocellatus Kuiter, 2001
- Вид Hippocampus bleekeri Fowler, 1907
- Вид Hippocampus borboniensis Duméril, 1870
- Вид Hippocampus breviceps Peters, 1869
- Вид Hippocampus camelopardalis Bianconi, 1854
- Вид Hippocampus capensis Boulenger, 1900
- Вид Hippocampus comes Cantor, 1849
- Вид Hippocampus coronatus Temminck & Schlegel, 1850
- Вид Hippocampus dahli Ogilby, 1908
- Вид Hippocampus debelius Gomon & Kuiter, 2009
- Вид Hippocampus erectus Perry, 1810
- Вид Hippocampus fisheri Jordan & Evermann, 1903
- Вид Hippocampus fuscus Rüppell, 1838
- Вид Hippocampus grandiceps Kuiter, 2001
- Вид Hippocampus guttulatus Cuvier, 1829
- Вид Hippocampus hendriki Kuiter, 2001
- Вид Hippocampus hippocampus (Linnaeus, 1758)
- Вид Hippocampus histrix Kaup, 1856
- Вид Hippocampus ingens Girard, 1858
- Вид Hippocampus jayakari Boulenger, 1900
- Вид Hippocampus jugumus Kuiter, 2001
- Вид Hippocampus kampylotrachelos Bleeker, 1854
- Вид Hippocampus kelloggi Jordan & Snyder, 1901
- Вид Hippocampus kuda Bleeker, 1852
- Вид Hippocampus lichtensteinii Kaup, 1856
- Вид Hippocampus minotaur Gomon, 1997
- Вид Hippocampus mohnikei Bleeker, 1853
- Вид Hippocampus montebelloensis Kuiter, 2001
- Вид Hippocampus multispinus Kuiter, 2001
- Вид Hippocampus planifrons P&ers, 1877
- Вид Hippocampus procerus Kuiter, 2001
- Вид Hippocampus queenslandicus Horne, 2001
- Вид Hippocampus ramulosus Nodder, 1814
- Вид Hippocampus reidi Ginsburg, 1933
- Вид Hippocampus semispinosus Kuiter, 2001
- Вид Hippocampus sindonis Jordan & Snyder, 1901
- Вид Hippocampus spinosissimus Weber, 1913
- Вид Hippocampus subelongatus Castelnau, 1873
- Вид Hippocampus taeniopterus Bleeker, 1852
- Вид Hippocampus trimaculatus Leach in Leach & Nodder, 1814
- Вид Hippocampus tyro Randall & Lourie, 2009
- Вид Hippocampus whitei Bleeker, 1855
- Вид Hippocampus zebra Whitley, 1964
- Вид Hippocampus zosterae Jordan & Gilbert, 1882